# 侍鹏
侍鹏（1963年1月—），男，江苏宿迁人，中华人民共和国政治人物。

## 生平
1985年6月，加入中国共产党。1986年7月，任宿迁县税务局人秘股副股长。1988年1月，历任淮阴市税务局税政二科科员、秘书科副科长，1992年9月任淮阴市税务局政研室副主任。1993年6月，任淮阴市税务局政研室主任，1994年9月任淮阴市地税局办公室主任、机关党支部书记。
1996年11月，任宿迁市地税局副局长、财政局党组成员，1999年6月任市地税局局、党组书记。2003年1月，任宿迁副市长、党组成员。2003年12月，任宿迁副市长、党组成员、泗阳县委书记、县人大常委会主任。2004年4月，任市委常委、泗阳县委书记、县人大常委会主任。2005年1月，任中共宿迁市委常委、中共泗阳县委书记。2012年6月，担任中共江苏省宿迁市委副书记、市委党校校长。
2013年12月，担任中共江苏省委政法委副书记。2018年3月，重回财税系统，任江苏省地方税务局局长。2018年6月，各省级国税局、地税局正式合并，担任国家税务总局江苏省税务局局长，期间曾查处范冰冰偷逃税案。2023年1月，任江苏省政协经济委员会副主任。
2024年4月，因涉嫌严重违纪违法，接受中央纪委国家监委驻国家税务总局纪检监察组纪律审查和江苏省监察委员会监察调查。